# PaK 43

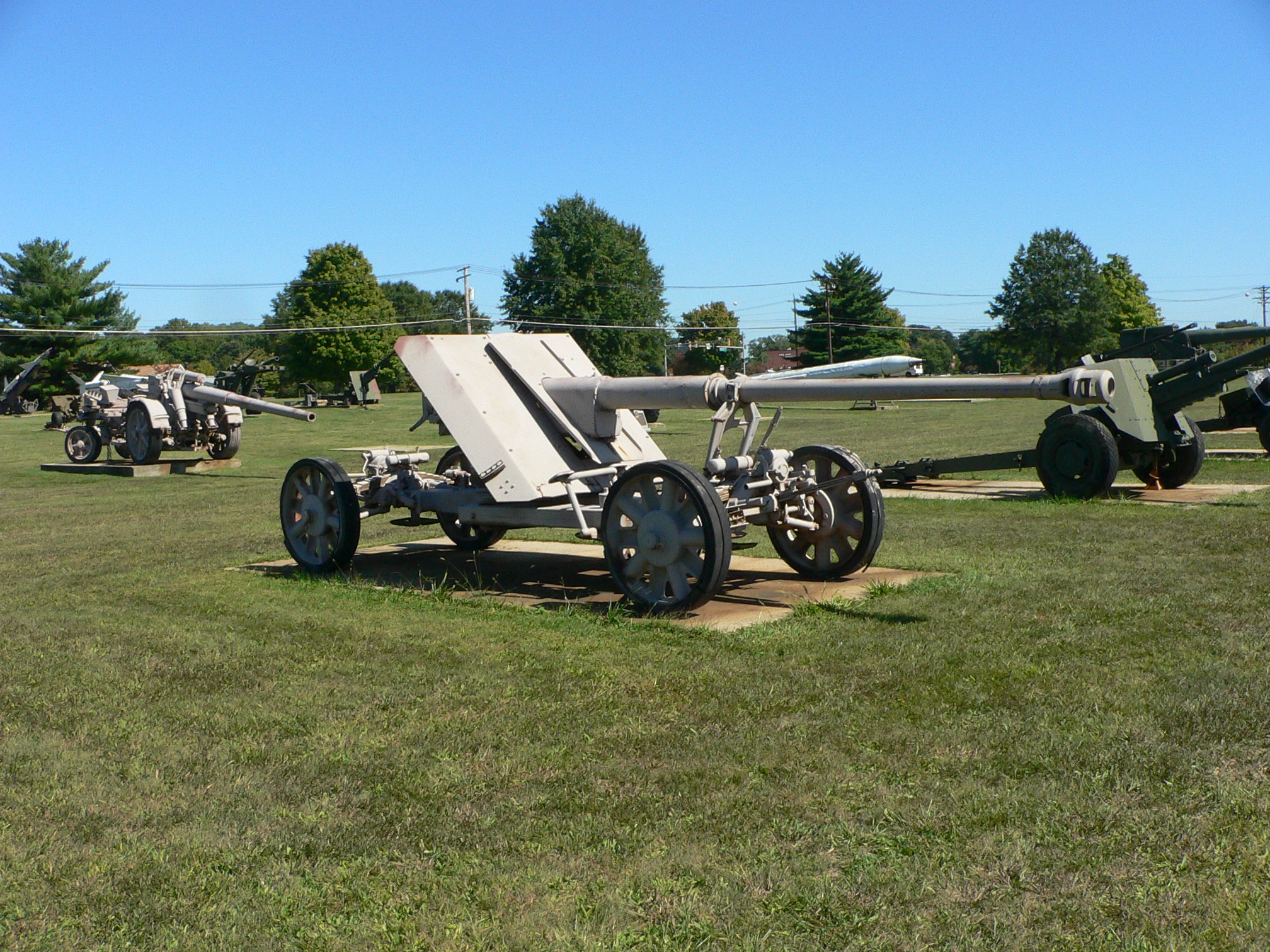
Pak 43 op een kruisvormige affuit

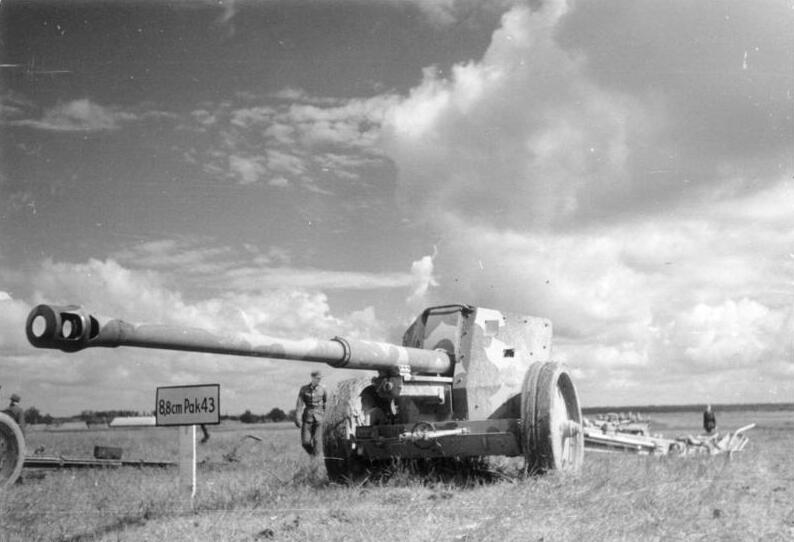
Een 8,8 cm Pak 43/41 op het Oostfront. 1943

De Pak 43 (Panzerabwehrkanone 43) was een Duits 88 mm antitankkanon ontwikkeld in competitie met het Rheinmetall FlaK 41 88mm-luchtafweergeschut en gebruikt tijdens de Tweede Wereldoorlog. Het was het krachtigste antitankkanon van de Wehrmacht. Een aantal gepantserde voertuigen waren uitgerust met dit kanon, waaronder de Tiger II (KwK 43 L/71) en een paar tankjagers: de Nashorn (Pak 43/1), Elefant (Pak 43/2), en de Jagdpanther (Pak 43/3 en 43/4). Een paar voorbeelden van op de Tiger II-gebaseerde Jagdtiger waren ook uitgerust met het 8,8cm-kanon, door het tekort aan 12,8cm-kanonnen, maar die zijn nooit in dienst geweest. Het was een uitmuntend wapen, het kon het zwaarste pantser van de geallieerde tanks doorboren, zoals de Russische IS-2 en de Amerikaanse M26 Pershing. De belangrijkste versie van de Pak 43 was gebaseerd op een kruisvormige affuit, die een draaicirkel had van 360 graden. Dit kanon had een vrij laag profiel.